# غونتر لينز
غونتر لينز (بالألمانية: Günter Lenz)‏ هو عازف جاز وملحن ألماني، ولد في 25 يوليو 1938 في فرانكفورت في ألمانيا.

## وصلات خارجية
- غونتر لينز على موقع ميوزك برينز (الإنجليزية)
- غونتر لينز على موقع ديسكوغز (الإنجليزية)